# Jennie Norelli
Jenny Kristina Charlotta Norelius, artistnamn Jennie Norelli, född 24 november 1863 på Lenninge herrgård i Bollnäs socken, Gävleborgs län, död 2 februari 1942 i Seattle, var en svenskamerikansk operasångerska (sopran).
Norelius studerade vid musikkonservatoriet i Stockholm och utvandrade 1889 till USA, där hon året därpå ingick äktenskap med läkaren Ernest Otto Svenson, som antog namnet Barton. Efter ytterligare studier i Italien vann hon från 1903 internationell berömmelse som koloratursångerska, dels under tre säsonger vid Covent Garden-operan i London och två säsonger vid Metropolitan Opera House i New York, dels på turnéer genom bland annat nästan hela Nordamerika.
Hon skördade stora framgångar i sådana roller som La traviata, Gilda i Rigoletto, Rosina i Barberaren i Sevilla, huvudrollerna i Lucia di Lammermoor och Lakmé, Philine i Mignon, Nattens drottning i Trollflöjten, Elvira i Don Juan, Susanna i Figaros bröllop, Margareta i Faust (opera) och Julia i Romeo och Julia och Micaëla i Carmen. Under vintern 1913–1914 gav hon gästspel i Tyskland. Hon gjorde sig även känd som oratoriesångerska.